# Gorenji Vrh pri Dobrniču
Gorenji Vrh pri Dobrniču este o localitate din comuna Trebnje, Slovenia, cu o populație de 44 de locuitori.